# Willem Blok
Willem Blok (Amsterdam, circa 1778 - Gouda, 29 augustus 1823) was een Nederlandse schout.

## Leven en werk

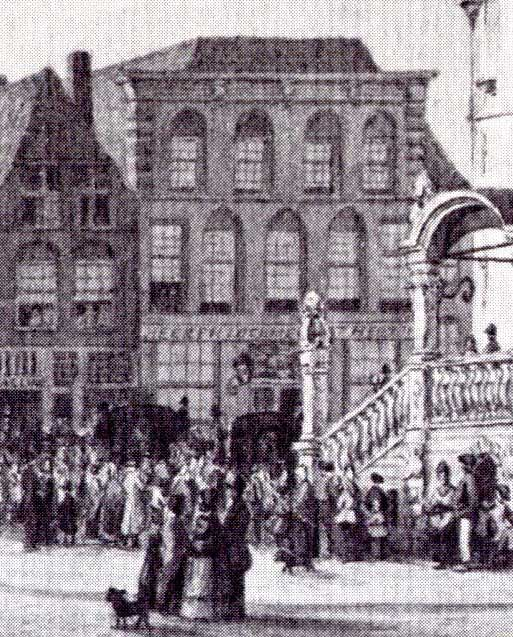
Het herenlogement Het Herthuys op de Markt van Gouda, waar de zaken van de gemeente Broek c.a. werden geregeld - aquarel van Dirk Johannes van Vreumingen, midden 19e eeuw

De in Amsterdam geboren Blok werd in 1799 geadmitteerd (toegelaten) als notaris te Broek en Thuil. Van 1802 tot 1818 was hij tevens notaris in Moordrecht en in Broek, Thuil en 't Weegje. In Moordrecht fungeerde hij ook als secretaris van schout en schepenen aldaar. Na de vorming van een nieuwe gemeente door samenvoeging van de voormalige Goudse heerlijkheden Bloemendaal, Broekhuizen, Broek, Thuil en 't Weegje in 1817 werd hij benoemd tot schout van deze nieuwgevormde gemeente. Blok was daarnaast lid van de gemeenteraad van Gouda en oefende ook in Gouda het ambt van notaris uit. Ook de zaken van de gemeente Broek, Thuil en 't Weegje behartigde hij vanuit Gouda. De gemeente huurde daarvoor een kamer in het herenlogement Het Herthuys op de Markt van Gouda.
Blok was gehuwd met Petronella Dirkje van Oosterhout. Hij overleed in augustus 1823 op 45-jarige leeftijd in zijn huis op de Oosthaven te Gouda.